# Комуналь д'Айшовалль
Стадіон Комуналь д'Айшовалль (кат. Estadi Comunal d'Aixovall) — головний футбольний стадіон Андорри, що знаходиться в селищі Айшовалль, на якому проводить всі свої домашні матчі місцева збірна.
Цей стадіон разом зі столичним стадіоном Комуналь д'Андорра-ла-Велья, є єдиним, на якому проходять внутрішні футбольні змагання Андорри.